# جيورجي كسرهالمي
جيورجي كسرهالمي (بالمجرية: Cserhalmi György)‏ (و. 1948  م) هو ممثل مسرحي، وممثل أفلام مجري، ولد في بودابست.

## جوائز
حصل على جوائز منها:
- جائزة كوشوت [الإنجليزية]‏
- جائزة بيلا بالاش  [لغات أخرى]‏.

## وصلات خارجية
- جيورجي كسرهالمي على موقع IMDb (الإنجليزية)
- جيورجي كسرهالمي على موقع ألو سيني (الفرنسية)
- جيورجي كسرهالمي على موقع ميوزك برينز (الإنجليزية)
- جيورجي كسرهالمي على موقع أول موفي (الإنجليزية)
- جيورجي كسرهالمي على موقع قاعدة بيانات الأفلام السويدية (السويدية)
- جيورجي كسرهالمي على موقع قاعدة بيانات الفيلم (الإنجليزية)
- جيورجي كسرهالمي على موقع كينوبويسك (الروسية)